# F-08D
docomo with series Disney Mobile on docomo F-08D（ドコモ ウィズシリーズ ディズニー・モバイル オン ドコモ エフゼロハチディー）は、富士通によって開発された、NTTドコモの第3世代移動通信システム（FOMA）端末である。docomo with seriesのうちのDisney Mobile on docomoシリーズのひとつ。ただし、富士通のスマートフォンブランドであるARROWSシリーズには含まれず、そのサブブランドであるREGZA Phoneシリーズ（ベースの端末に由来。後述）にも含まれない。

## 概要
P-05Dと同時に発表されたDisney Mobile on docomoの第1弾端末で、REGZA Phone T-01Dをベースとした端末である。
スペック面ではT-01Dと同等だがデザイン面は大きく違っており、背面にミッキー＆ミニーのシルエットがデザインされているほか、ミッキーの顔を模したシルエットを外観やUIなどに施している。
プリインストールされているコンテンツでは、様々なDisney Mobile仕様のアプリケーションや、複数の壁紙、ライブ壁紙、Disneyメーラーがあるほか、月20時間程度提供されるDisneyの人気映画が無料で視聴可能となっている。
またAndroidマーケットで提供されているDisneyのアプリケーションのポータルサイトであるDisneyマーケットなどもプリインストールされている。
カメラは1310万画素と高スペックセンサーを搭載しているほか、指紋センサー、FMトランスミッター、統合辞書、DLNA連携、防水とDisneyコンテンツ等、様々な機能を搭載している。この点も、Disneyコンテンツ以外はT-01Dと共通である。
ただし、やはりT-01Dと同様Xiには対応していない。
2012年7月には、先に決定していたT-01D同様、Android 4.0へのアップデート予定が発表され、同年11月6日よりT-01Dに一日遅れでアップデートが開始された。

## 主な機能
| 主な対応サービス                               | 主な対応サービス                             | 主な対応サービス                       | 主な対応サービス                              |
| ---------------------------------------------- | -------------------------------------------- | -------------------------------------- | --------------------------------------------- |
| タッチパネル／加速度センサー                   | Xi／FOMAハイスピード7.2Mbps(受信)送信5.7Mbps | Bluetooth                              | DCMX／おサイフケータイ／赤外線／トルカ        |
| ワンセグ                                       | メロディコール                               | テザリング                             | WiFi IEEE802.11b/g/n                          |
| GPS                                            | spモード／電話帳バックアップ                 | デコメール／デコメ絵文字／デコメアニメ | iチャネル                                     |
| エリアメール／ソフトウェアアップデート自動更新 | デジタルオーディオプレーヤー(WMA)(MP3他)     | GSM／3Gローミング（WORLD WING）        | フルブラウザ／Flash Player 10.3               |
| Androidマーケット／dメニュー／dマーケット      | Gmail／Google Talk／YouTube／Picasa          | バーコードリーダ／名刺リーダ           | ドコモ地図ナビ／Google Maps／ストリートビュー |

## 歴史
- 2012年2月1日 - NTTドコモ及びウォルト・ディズニー・ジャパンより発表。
- 2012年2月17日 - 予約開始。
- 2012年2月22日 - 発売開始。
- 2012年11月6日 - Android 4.0.3へアップデート開始。

## アップデート
- 2012年4月2日 - 以下の不具合改修がソフトウェア更新で実施された。
  - 電源を切って充電している際に電源を入れると、まれに端末が再起動を繰り返す場合がある。
- 2012年6月20日 - 以下の不具合改修がソフトウェア更新で実施された。
  - 電源を切って充電したのちに、まれに端末の電源が入らない場合がある。
  - microSDXCカードを差し込んだ場合に、カード内のデータが破壊される。
  - 「スッキリ目覚まし」アプリでアラームを鳴動させた際に、まれに端末が再起動する場合がある。
- 2012年11月6日 - Android 4.0.3へのアップデートを開始。[3][4]このアップデートの適用で以下の不具合も修正される。
  - タッチパネル操作性の改善
- 2013年9月4日 - 以下の不具合改修がソフトウェア更新で実施された。
  - 音楽再生中にボリューム変更やイヤホン抜き差しを繰り返すと、携帯電話（本体）が再起動する場合がある。なお、このアップデートはAndroid 4.0.3のバージョンアップを行った端末が対象である。

2014年5月20日に以下の不具合の修正がソフトウェアアップデートによって行われた。なお、このアップデートはAndroid 4.0.3のバージョンアップを行った端末が対象である。
- 一部機種をWi-Fiアクセスポイント（Wi-Fiテザリング親機）とした場合、まれにWi-Fi接続ができない場合がある不具合を修正する。
- 「Google ドライブ」アプリの追加。
- ビルド番号がV05R11A、V07R13AからV08R14Aになる。